# فرودگاه محلی ساوثوست اورگان
فرودگاه محلی ساوثوست اورگان (به انگلیسی: Southwest Oregon Regional Airport) (به زبان بومی: Coos Bay/North Bend International Airport) یک فرودگاه همگانی با کد یاتا OTH است که یک باند فرود آسفالت دارد و طول باند آن ۱۶۲۲ متر است. این فرودگاه در کشور ایالات متحده آمریکا قرار دارد و در ارتفاع ۵ متری از سطح دریا واقع شده است.